# Haute-Sanaga
La Haute-Sanaga est un département situé dans la région du Centre au Cameroun. Son chef-lieu est Nanga-Eboko.

## Organisation territoriale
Le département est découpé en 7 arrondissements et/ou communes, :
| COG    | Communes     | Chef-lieu    | Superficie (km²) | Population (2005) |
| ------ | ------------ | ------------ | ---------------- | ----------------- |
| CE0301 | Nanga-Eboko  | Nanga-Eboko  | 5 397            | 29 814            |
| CE0302 | Minta        | Minta        | 2 063            | 11 406            |
| CE0303 | Mbandjock    | Mbandjock    | 936,2            | 21 076            |
| CE0304 | Nkoteng      | Nkoteng      | 762,5            | 19 797            |
| CE0305 | Bibey        | Bibey        | 1 237            | 4 875             |
| CE0306 | Lembe-Yezoum | Lembe-Yezoum | 1 018            | 7 207             |
| CE0307 | Nsem         | Nsem         | 320,4            | 6 177             |

## Préfet
Albert Nanga Dang (Depuis 2012)